# Tom Holland (Regisseur)

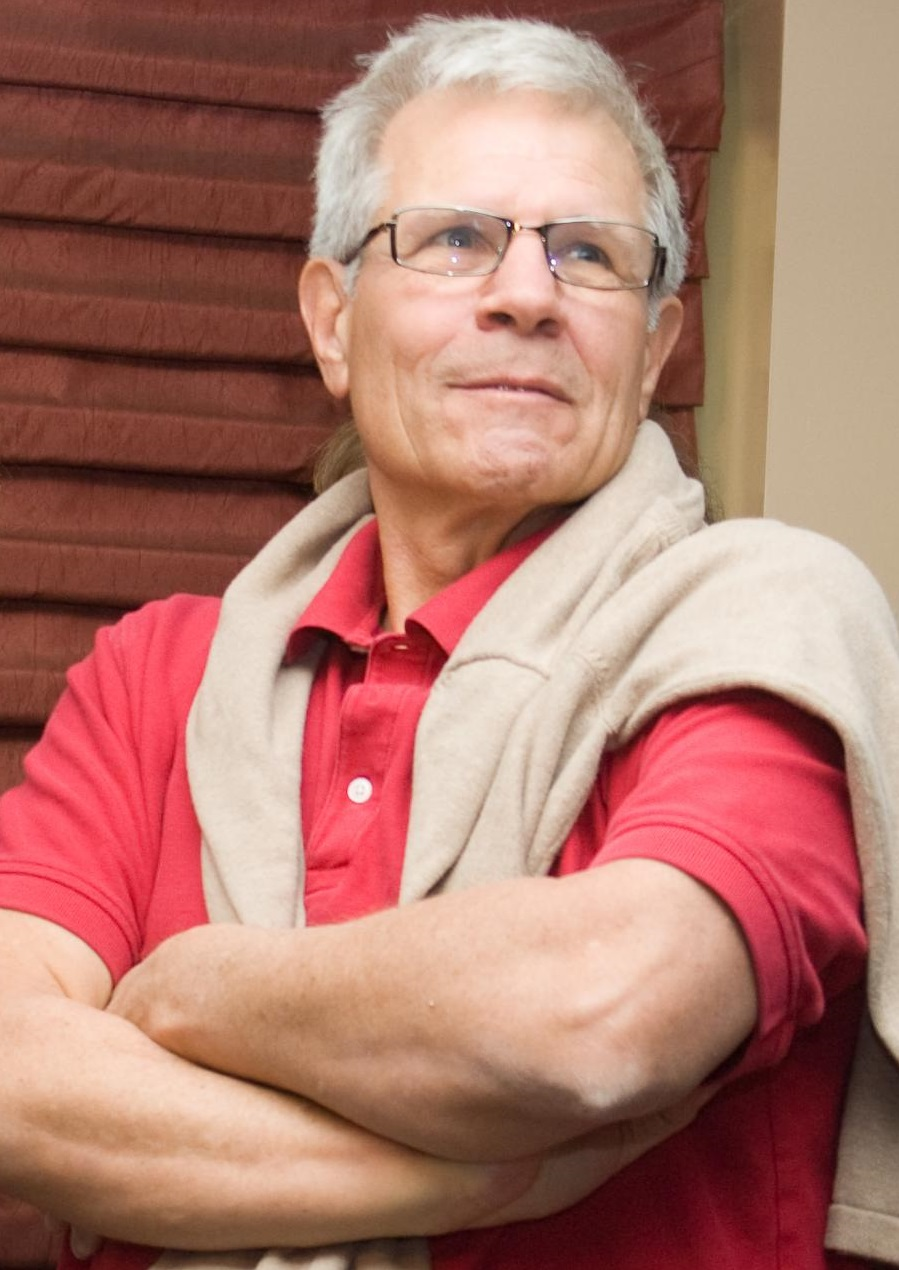
Tom Holland (2008)

Tom Holland (* 11. Juli 1943 in Poughkeepsie, New York) ist ein US-amerikanischer Regisseur, Drehbuchautor und Schauspieler.

## Leben
Tom Holland wurde 1986 mit dem Saturn Award in der Kategorie Best Writing für Fright Night ausgezeichnet. Ihn verbindet eine Freundschaft mit dem Schriftsteller Stephen King. Die beiden arbeiteten in den 1990er Jahren gemeinsam an den Verfilmungen von Kings Büchern The Stand, Langoliers und Der Fluch.
Als Schauspieler ist er seit den 1960er Jahren aktiv. So übernahm er 1983 eine Rolle in Psycho II. In jüngerer Zeit war er in dem Splatterfilm Hatchet II zu sehen.

## Filmografie (Auswahl)
Regie
- 1985: Die rabenschwarze Nacht – Fright Night (Fright Night) (& Drehbuch)
- 1987: Fatal Beauty
- 1988: Chucky – Die Mörderpuppe (Child’s Play) (& Drehbuch)
- 1991: Drei Wege in den Tod (Two-Fisted Tales)
- 1993: Die Aushilfe (The Temp)
- 1995: Die Langoliers (The Langoliers) (& Drehbuch und Schauspieler)
- 1996: Thinner – Der Fluch (Thinner) (& Drehbuch)
- 2005: Masters of Horror – We All Scream for Ice Cream (& Schauspieler)
- 2014: Tom Holland’s Twisted Tales
- 2017: Rock, Paper, Scissors

Drehbuch
- 1982: Das Engelsgesicht – Drei Nächte des Grauens (The Beast Within)
- 1982: Die Klasse von 1984 (Class of 1984)
- 1983: Psycho II (& Schauspieler)
- 1984: Spur in den Tod (Scream for Help)
- 1988: Mein Nachbar, der Vampir (Fright Night Part II)

Schauspieler
- 1969: Das Fotomodell (Model Shop)
- 1994: Stephen Kings The Stand – Das letzte Gefecht (The Stand)
- 2010: Hatchet II
- 2020: A Place Among the Dead